# Амвросий (Куцуридис)
Епи́скоп Амвро́сий (греч. Επίσκοπος Αμβρόσιος, нем. Bischof Ambrosius; в миру Иоа́ннис Куцури́дис, Ἰωάννης Κουτσουρίδης; род. 1968, Валтонера) — архиерей Константинопольской православной церкви, епископ Аргиропульский (с 2021), викарий Германской митрополии.

## Биография
Родился в 1968 году в местечке Валтонера в номе Флорина в Греции в семье понтийских греков Георгиоса Куцуридиса и Евфимии Сахиниду, которые как трудовые мигранты длительное время работали в Германии.
Окончил начальную школу во Флорине после чего обучался в Высшей церковной школе в Афинах, которую окончил в 1990 году.
Начал своё служение в клире Флоринской митрополии, где в 1991 году был пострижен в монашество и в том же году митрополитом Флоринским Августином (Кандиотисом) в соборе святого Пантелеимона во Флорине хиротонисан во иеродиакона. В 1996 году в церкви святой Параскевы во Флорине состоялась его рукоположение в сан иеромонаха. Исполнял обязанности секретаря митрополита Августина, отвечая за его личную переписку.
В 1996 году окончил богословский институт университета Аристотеля в Салониках и в 2008 году получил степень магистра богословия по церковной истории и догматике.
В 1997 году с одобрения Священного синода Элладской православной церкви был направлен в клир Германской митрополии Константинопольского патриархата. С 1998 по 2000 год обучался в аспирантуре Боннского университета, специализируясь по византологии.
Служил на приходе Святых Константина и Елены в Весселинге, Брюле и Ойскирхене, а также личным секретарём митрополита Германского Августина (Лабардакиса). С 2001 года был назначен протосинкеллом митрополии. В сферу его ответственности входила организация ежегодных съездов духовенства и печатные публикации, в том числе редактирование журнала «Orthodoxe Gegenwart — Ὀρθόδοξη Παρουσία» (2005—2009) и антологии «Mikres Patrides».
19 мая 2021 года Священным синодом Константинопольской православной церкви был избран для рукоположения в сан епископа Аргиропульского, викария Германской митрополии.
3 июля 2021 года в храме апостола Андрея в Дюссельдорфе он был рукоположён в титулярного епископа Аргирупольского, викария Германиской митрополии. Хиротонию совершили: митрополит Германский Августин (Лабардакис), архиепископ Американский Елпидифор (Ламбриниадис), митрополит Филадельфийский Мелитон (Карас), митрополит Бельгийский Афинагор (Пекштадт), митрополит Неа-Кринийский и Каламарийский Иустин (Бардакас), епископ Лефкийский Евмений (Тамиолакис), Арианзский Варфоломей (Кессидис), епископ Медейский Апостол (Куфалакис) и епископ Назианзский Афинагор (Зилиаскопулос).